# Michalak Design
Die Michalak Design GmbH & Co. KG ist ein deutsches Automobildesignbüro, ein Autozubehör- und Autobausatz-Anbieter mit Sitz in Wiesbaden (vormals in Mainz). Sie wurde im April 2000 gegründet.
Neben Dienstleistungen für Automobilhersteller werden Zubehörteile für verschiedene Modelle (zum Beispiel ein Cabriodach für den Ferrari 550 Barchetta) und ein eigenes Automodell angeboten.
Der Michalak C7 ist ein Roadster mit GFK-Karosserie auf Basis des Smart Fortwo. Es handelt sich dabei um ein Kit Car. Smart-Verbrennungsmotoren sind für den Antriebsstrang des Bausatzes vorgesehen.
Im Jahr 2012 wurde das Büro der Firma von Mainz nach Wiesbaden verlegt.